# Marianne Hürten
Marianne Hürten (* 20. Februar 1953 in Ratingen) ist eine deutsche Politikerin (Bündnis 90/Die Grünen).
Hürten ist seit 1969 bei der Bayer AG beschäftigt, wo sie den Beruf der Chemielaborantin erlernte und seit 1982 Betriebsrat am Standort Leverkusen ist. Sie war von 1990 bis 2005 Abgeordnete des 11., 12. und 13. Landtags von Nordrhein-Westfalen. Sie zog jeweils über die Landesliste ihrer Partei in den Landtag ein. 